# Józef Engling
Józef Engling (ur. 5 stycznia 1898 w Prositach, zm. 4 października 1918 w pobliżu Cambrai) – Sługa Boży, kleryk seminarium pallotynów, współtwórca Ruchu Szensztackiego.
Józef Engling urodził się w Prositach, był czwartym z siedmiorga dzieci krawca Augustyna i Marii z d. Masuth.
W roku 1912 wstąpił do gimnazjum pallotynów w Vallendar (k. Koblencji) nad Renem. Tam z ojcem duchowym ks. Józefem Kentenichem doprowadził do założenia ruchu apostolskiego z Szensztat, który stał się zalążkiem ruchu formacyjnego pod nazwą Rodzina Szensztacka. Ruch Szensztacki znany był na Warmii już przed II wojną światową m.in. w Reszlu i Gudnikach.
W czasie I wojny światowej wcielony został do wojska niemieckiego w październiku 1916, trafił do garnizonu w Haguenau na terenie Alzacji. Zginął 4 października 1918 r. we Francji, koło Cambrai. Jako żołnierz doskonalił swoją duchowość poprzez codzienne odmawianie różańca oraz uczestniczenie (w sposób duchowy) w codziennej mszy.
Proces beatyfikacyjny Józefa Englinga rozpoczął się na początku października 1952 w Trewirze, który został zakończony na etapie diecezjalnym w 1964 r. W 1999 Jan Paweł II wznowił proces beatyfikacyjny, powołując komisję, której przewodniczył pallotyn ks. dr Jan Korycki (zm. 2020).